# Francis Jeanson
Francis Jeanson (Bordeaux, 7 juli 1922 - Arès, 1 augustus 2009) was een Frans filosoof.
Jeanson vluchtte tijdens de Tweede Wereldoorlog naar Spanje om te ontsnappen aan de verplichte arbeidsdienst en sloot zich in 1943 aan bij het Franse verzet. In 1945 werd hij republikeins reporter in Algiers en ontmoette daar Albert Camus alsmede Jean-Paul Sartre, die hem van 1951 tot 1956 het beheer van het tijdschrift Les Temps modernes toevertrouwde. Gelijktijdig maakte hij voor de Éditions du Seuil de reeks "Hedendaagse schrijvers".
Op het hoogtepunt van de Algerijnse Onafhankelijkheidsoorlog in 1957 zette hij zijn anti-kolonialistische idealen in de praktijk om en stichtte hij het "netwerk-Jeanson" (Réseau Jeanson) dat ten doel had geld en papieren te transporteren ten behoeve van het FLN. Hun bijnaam luidde ook wel "de kofferdragers" (les porteurs de valises). Dit clandestiene netwerk werd in 1960 ontmanteld. Jeanson vluchtte naar het buitenland en werd in oktober van dat jaar bij verstek tot tien jaar opsluiting veroordeeld wegens hoogverraad. Hij kreeg in 1966 amnestie en keerde terug naar Frankrijk, waar hij door André Malraux belast werd met de leiding van het cultuurhuis van Chalon-sur-Saône (1967-1971). Daarna nam hij deel aan experimenten met open psychiatrie.
In 1992 werd hij voorzitter van de "Vereniging Sarajevo" om de Bosnische bevolking te ondersteunen.
Onder het pseudoniem "Alexandre" komt Jeanson voor in het manifest Le déserteur van Maurienne (pseudoniem van Jean-Louis Hurst), dat bij verschijning in 1960 verboden werd.

## Filmografie
- La chinoise, film van Jean-Luc Godard, 1967 (Jeanson speelt zichzelf in een gesprek met Anne Wiazemsky).